# Calliste de Phillips
Stilpnia phillipsi
Espèce
Statut de conservation UICN

 LC  : Préoccupation mineure
Le Calliste de Phillips (Stilpnia phillipsi) est une espèce d'oiseaux de la famille des Thraupidae.
Son nom est attribué à l'ornithologue britannique Allan Robert Phillips (en) (1914–1996).

## Répartition et habitat
Cet oiseau est endémique du Pérou. Il vit dans la canopée de la forêt humide de montagne et dans la forêt de nuage, généralement entre 11 et 25 m du sol. On trouve cette espèce entre 1 300 et 1 600 m d'altitude.